# DM i ishockey for kvinder 1991-92
DM i ishockey for kvinder 1991-92 var turneringen om det tredje DM i ishockey for kvinder. Mesterskabet blev vundet af HIK, som vandt DM-titlen for kvinder for tredje gang i træk, og som dermed fortsat havde vundet samtlige DM-titler indtil da.
Mesterskabet blev afgjort ved et slutspil, der blev spillet i perioden 27. - 29. marts 1992 i Herlev.
| Guld | Sølv | Bronze |
| --- | ---- | ------ |
| HIK |      |        |
| Kristina Soelberg Benedicte Sundberg Christina Jensen Ulla Abelin Sofie Lund Elisabeth Gaz Helle Brask Bonny Engvej Sussi S. Hansen Linda Jensen Dorthe Obel Susan V. Gregersen Tine Christoffersen Katja Moesgaard Lisbeth Boldt Natasha S. Haastrup Rikke Skjoldmose Ann-Kristine Fatzbinder Kristina Hassing Dorthe Christensen Marianne Kristiansen |      |        |